# Cantó de Caramanh
El cantó de Caramanh és un cantó francès del departament de l'Alta Garona, a la regió d'Occitània. Està enquadrat al districte de Tolosa i té 19 municipis i el cap cantonal és Caramanh.

## Municipis
| - Caramanh - Auriac de Vendinèla - Lobens de Lauragués - Le Faget - Maurevila - Le Cabanial - Caragodas | - Cambiac - Vendina - Albiac - Francarvila - Saussens - Segrevila | - Totens - Mascarvila - Prunet - Bauvila - La Salvetat de Lauragués - Morvilas Bassas |  |